# اچ‌ام‌ای‌اس دایمنتینا (کی۳۷۷)
اچ‌ام‌ای‌اس دایمنتینا (کی۳۷۷) (به انگلیسی: HMAS Diamantina (K377)) یک کشتی است که طول آن ۲۸۳ فوت (۸۶٫۳ متر) می‌باشد. این کشتی در سال ۱۹۴۴ ساخته شد.